# Calypso (seriefigur)
Calypso är en fiktiv karaktär i serien om Spindelmannen.

## Bakgrund
Calypso var från början dr. Calypso Ezili, fru till Kraven the Hunter, när hon skulle hjälpa sin man att bli normal igen blev hon dödligt sårad och tog ett läkemedel som skulle hjälpa henne, men även förvandla henne till den onde häxmästaren Calypso. När hon blev till Calypso dödade hon sin man och fylldes av hans krafter, därmed blev hon Witch Woman. McFarlane hjälpte henne sedan att få ännu bättre krafter genom att offra sin egen systers liv, därmed blev hon till varelsen Witch som alltid dras till och sprider ont.
När hon åkte till New York med syftet att göra det till ett ondskans nästa försökte Spindelmannen stoppa henne på en kyrkogård. Det hela ledde till att Spindelmannen som är fysiskt överlägsen henne lyckades spinna in Witch i ett spindelnät, men när han vunnit och skulle prata med sin motståndare använde Witch sina kunskaper i svart magi och frammanade i hemlighet fem zombies bakom Spindelmannen, som inte märkte något eftersom hans spindelsinne inte kunde varna honom för faran. Fyra av de fem zombierna kastade sig över Spindelmannen och brottade ner honom medan den femte befriade Witch som tittade på medan hennes zombies tryckte upp Spindelmannen mot en gravsten och kedjade fast honom. När han var fullständigt fastkedjad vid gravstenen gav hon honom en hård spark mot huvudet och lämnade honom sedan vid graven där han blev befriad följande morgon av en kyrkovaktmästare.
De mötes senare en andra gång då Calypso överraskades av Spindelmannen och dog av en olyckshändelse, men hon har återvänt till de levandes värld med hjälp av svart magi.

## Vänner
- Zombie

## Fiender
- Spindelmannen

## Egenskaper
Kan hypnotisera och kasta trollformler.

## Krafter
Framkalla zombies, teleportera sig, "styra" djur och neutralisera eller manipulera Spindelmannens spindelsinne

## Vapen
Spjut, armborst och blåsrör med giftpilar